# Кеняйкін Олексій Миколайович
Олексій Миколайович Кеняйкін (рос. Алексе́й Никола́евич Кеня́йкин, нар. 23 серпня 1998, Самара, Росія) — російський футболіст, воротар клубу «Оренбург».

## Ігрова кар'єра
Олексій Кеняйкін народився у місті Самара і займатися футболом починав у місцевому клубі «Крила Рад», де грав у молодіжній команді. Пізніше він виступав у молодіжному складі клубу Першої ліги «Оренбург». Саме з цим клубом у 2016 році воротар підписав свій перший професійний контракт.
Не маючи змоги пробитися до основи, сезон 2019/20 Кеняйкін провів в оренді у клубі Першої ліги - у московському «Торпедо». Повернувшись після оренди до «Оренбурга», воротар дебютував в основі у серпні 2020 року у матчі на Кубок Росії. У сезоні 2021/22 у складі «Оренбурга» Кеняйкін посів третє місце у турнірі Першої ліги і через матчі плей - офф вийшов до Прем'єр-ліги. Свою першу гру в елітному дивізіоні воротар провів у вересні 2022 року, коли вийшов в основі на матч проти «Хімок».

## Досягнення
Оренбург
- Срібний призер ФНЛ: 2020/21
- Бронзовий призер Першої ліги: 2021/22